# VII. legija Claudia
VII. klavdijska legija (latinsko Legio septima Clavdia Pia Fidelis) je bila rimska legija, ki jo je leta 65 pr. n. št. v Hispaniji ustanovil Pompej. Njena simbola sta bila bik in lev.
VII. legija je bila ustanovljena istočasno s VI., VIII. in IX. legijo in je skupaj z X. legijo spadala med najstarejše vojaške enote rimske armade. Okoli leta 58 pr. n. št. jo je Cezar premestil v Cisalpsko Galijo, kjer se je skupaj z njim vojskovala v vseh galskih vojnah. Cezar v svojih Komentarjih galskih vojn omenja, da se je bojevala proti Nervijcem, verjetno pa se je udeležila tudi vojnih pohodov v zahodno Galijo, ki jih je vodil Cezarjev namestnik Kras. Leta 56 pr. n. št. se je udeležila pohoda proti Venetom. Med krizo, ki jo je povzročil upor Galcev pod Vercingetoriksovim vodstvom, se je borila v okolico Lutecije, zagotovo pa se je udeležila tudi obleganja Alesije in obračunavanj z Belovaki v severni Galiji.
VII. legija Claudia je bila ena od dveh legij, ki se je udeležila Cezarjevih invazij na Britanijo leta 55 in 54 pr. n. št. in igrala ključno vlogo v bitki pri Farzalu leta 48 pr. n. št.. Aktivna je bila najmanj do konca 4. stoletja kot obmejna straža na srednji Donavi.
V VII. legiji je služil rimski vojak Tiberij Klavdij Maksim, ki je cesarju Trajanu prinesel glavo dačaskega kralja Decebala.

## Sklic
1. ↑  S. Dando-Collins, Caesar's Legion, str. 269-270.